# IC 2918
IC 2918 је ознака објекта на координатама са ректансцензијом 11h 32m 26,2s и деклинацијом + 13° 14" 55'. Открио га је Макс Волф, 27. марта 1906. Каснијим посматрањима на том положају није уочен никакав астрономски објекат.